# Arturo Dominici
Arturo Dominici (ur. 2 stycznia 1916 w Palermo, zm. 7 września 1992 w Rzymie) – włoski aktor teatralny i filmowy. Był żonaty z Irene Quattrini, z którą miał trzy córki, w tym druga z nich Germana Dominici (ur. 1 grudnia 1946) została aktorką. 7 maja 1984 poślubił Lianę Dodoję.
Zmarł w Rzymie 7 września 1992 roku, pochowany na Cmentarzu Flamińskim.

## Wybrana filmografia
- 1950: Cavalcade of Heroes jako generał Gilletti
- 1955: Czerwone i czarne (Rosso e nero)
- 1957: Herkules (Le fatiche di Ercole) jako Eurysteusz
- 1960: Un dollaro di fifa jako Chancellor
- 1960: Rewanż barbarzyńcy (La vendetta dei barbari) jako Antemius
- 1960: Messalina, Venere imperatrice jako Caius Silius
- 1961: Złodziej z Bagdadu (Il Ladro di Bagdad) jako Osman
- 1961: La guerra di Troia jako Achilles
- 1962: Il trionfo di Robin Hood jako Sir Elwin von Nottingham
- 1962: I lancieri neri jako wódz Krevires
- 1963: Ercole contro Moloch jako Penthius
- 1963: Perseo l'invincibile jako Akrizjos
- 1963: Il segno del Coyote jako Richter Clemens
- 1963: Golia e il cavaliere mascherato jako Don Ramiro Suarez
- 1964: Danza Macabre jako dr Carmus
- 1964: I promessi sposi jako kardynał Federigo Borromeo
- 1965: Fantomas powraca (Fantômas se déchaîne) jako kanadyjski profesor
- 1967: Angelika wśród piratów (Indomptable Angélique) jako Mezzo Morte
- 1970: Śledztwo w sprawie obywatela poza wszelkim podejrzeniem jako Mangani
- 1972: Lubieżnik (Allonorevole piacciono le donne) jako Jego Ekscelencja